# Aimee Willmott
Aimee Willmott (Middlesbrough, 26 de febrero de 1993) es una deportista británica que compite en natación.
Ganó tres medallas en el Campeonato Europeo de Natación, en los años 2014 y 2021, y dos medallas de bronce en el Campeonato Europeo de Natación en Piscina Corta, en los años 2012 y 2013.
Participó en tres Juegos Olímpicos de Verano, entre los años 2012 y 2020, ocupando el séptimo lugar en Río de Janeiro 2016 y el séptimo en Tokio 2020, en la prueba de 400 m estilos.

## Palmarés internacional
| Campeonato Europeo                  | Campeonato Europeo  | Campeonato Europeo | Campeonato Europeo |
| Año                                 | Lugar               | Medalla            | Prueba             |
| ----------------------------------- | ------------------- | ------------------ | ------------------ |
| 2014                                | Berlín (Alemania)   | Medalla de plata   | 200 m estilos      |
| 2014                                | Berlín (Alemania)   | Medalla de bronce  | 400 m estilos      |
| 2021                                | Budapest (Hungría)  | Medalla de plata   | 400 m estilos      |
| Campeonato Europeo en Piscina Corta |                     |                    |                    |
| Año                                 | Lugar               | Medalla            | Prueba             |
| 2012                                | Chartres (Francia)  | Medalla de bronce  | 800 m libre        |
| 2013                                | Herning (Dinamarca) | Medalla de bronce  | 400 m estilos      |